# V1 Puppis
v1 Puppis, nota anche come HD 57150 o NV Puppis, è una stella bianco-azzurra nella sequenza principale di magnitudine 4,7 situata nella costellazione della Poppa. Dista 847 anni luce dal sistema solare e fa parte dell'ammasso aperto Cr 135.

## Osservazione
Si tratta di una stella situata nell'emisfero celeste australe. La sua posizione moderatamente australe fa sì che questa stella sia osservabile specialmente dall'emisfero sud, in cui si mostra alta nel cielo nella fascia temperata; dall'emisfero boreale la sua osservazione risulta invece più penalizzata, specialmente al di fuori della sua fascia tropicale. La sua magnitudine pari a 4,7 fa sì che possa essere scorta solo con un cielo sufficientemente libero dagli effetti dell'inquinamento luminoso.
Il periodo migliore per la sua osservazione nel cielo serale ricade nei mesi compresi fra dicembre e maggio; nell'emisfero sud è visibile anche all'inizio dell'inverno, grazie alla declinazione australe della stella, mentre nell'emisfero nord può essere osservata limitatamente durante i mesi della tarda estate boreale.

## Caratteristiche fisiche
La stella è una bianco-azzurra nella sequenza principale; possiede una magnitudine assoluta di -2,37 e la sua velocità radiale positiva indica che la stella si sta allontanando dal sistema solare. Fa parte dell'ammasso Cr 135, assieme ad altre stelle vicine di simile magnitudine e alla più brillante π Puppis, l'astro dominante dell'ammasso. La stella riporta anche la sigla NV Puppis, poiché si tratta di una stella variabile del tipo Gamma cassiopeiae, una particolare classe di variabili calde con forti linee di emissione; v1 Puppis varia fra le magnitudini 4,58 e 4,78 senza un periodo regolare.

## Sistema stellare
HD 57150 è un sistema multiplo formato da 4 componenti. La componente principale A è una stella di magnitudine 4,7 ed è separata dalla componente B da 239,9 secondi d'arco con angolo di posizione di 97 gradi; la secondaria è di magnitudine 5,1 e la coppia è ben risolvibile anche con un binocolo. La componente C è una ipergigante bianca di magnitudine 8,7, separata da 117,8 secondi d'arco da B e con angolo di posizione di 216 gradi, anch'essa osservabile con un binocolo. La componente D è di magnitudine 9,1, separata da 2,9 secondi d'arco da C e con angolo di posizione di 211 gradi.